# Kivijoki (vattendrag i Finland, Kajanaland, lat 64,23, long 30,00)
Kivijoki är ett vattendrag i Finland.   Det ligger i landskapet Kajanaland, i den östra delen av landet, 500 km nordost om huvudstaden Helsingfors.